# Los Parra de Chile (álbum de 1970)
Los Parra de Chile es un álbum en vivo del dúo de cantautores chilenos Isabel y Ángel Parra, hijos de Violeta Parra. El mismo recoge parte del espectáculo brindado por ambos en el Teatro El Galpón de Montevideo (Uruguay) el 15 de noviembre de 1969. El álbum abre con las palabras de Washington Carrasco, quien tuvo a su cargo la presentación del dúo en el concierto. La mayoría de los temas interpretados son obra de Violeta Parra, aunque también integraron el repertorio de la noche canciones folklóricas de Chile, Venezuela y Ecuador, así como obras compuestas por Carlos Puebla y Daniel Viglietti, entre otros. El disco fue editado al año siguiente de su grabación por el sello uruguayo América Hoy y el técnico de sonido fue Henry Jasa.
| Cara A |                                  |               |          |  |
| N.º    | Título                           | Escritor(es)  | Duración |  |
| 1.     | «Casamiento de negros*»          | Violeta Parra |          |  |
| 2.     | «La Periconia se ha muerto*»     | Violeta Parra |          |  |
| 3.     | «Cuartetas por diversión*»       | Ángel Parra   |          |  |
| 4.     | «Por qué los pobres no tienen**» | Violeta Parra |          |  |
| 5.     | «Un domingo en el cielo**»       | Violeta Parra |          |  |
| 6.     | «Gracias a la vida**»            | Violeta Parra |          |  |

| Cara B |                                 |                                        |          |  |
| N.º    | Título                          | Escritor(es)                           | Duración |  |
| 1.     | «Allá en la Pampa Argentina***» | Folklore chileno. Recop. Violeta Parra |          |  |
| 2.     | «Hasta siempre***»              | Carlos Puebla                          |          |  |
| 3.     | «Me gustan los estudiantes***»  | Violeta Parra                          |          |  |
| 4.     | «Río Manzanares*»               | Folklore venezolano                    |          |  |
| 5.     | «Terciopelo negro*»             | Folklore ecuatoriano                   |          |  |
| 6.     | «Canto a mi América*»           | Daniel Viglietti                       |          |  |

(*) Isabel y Ángel Parra a dúo

(**) Isabel Parra como solista

(***) Ángel Parra como solista